# Germán Arciniegas

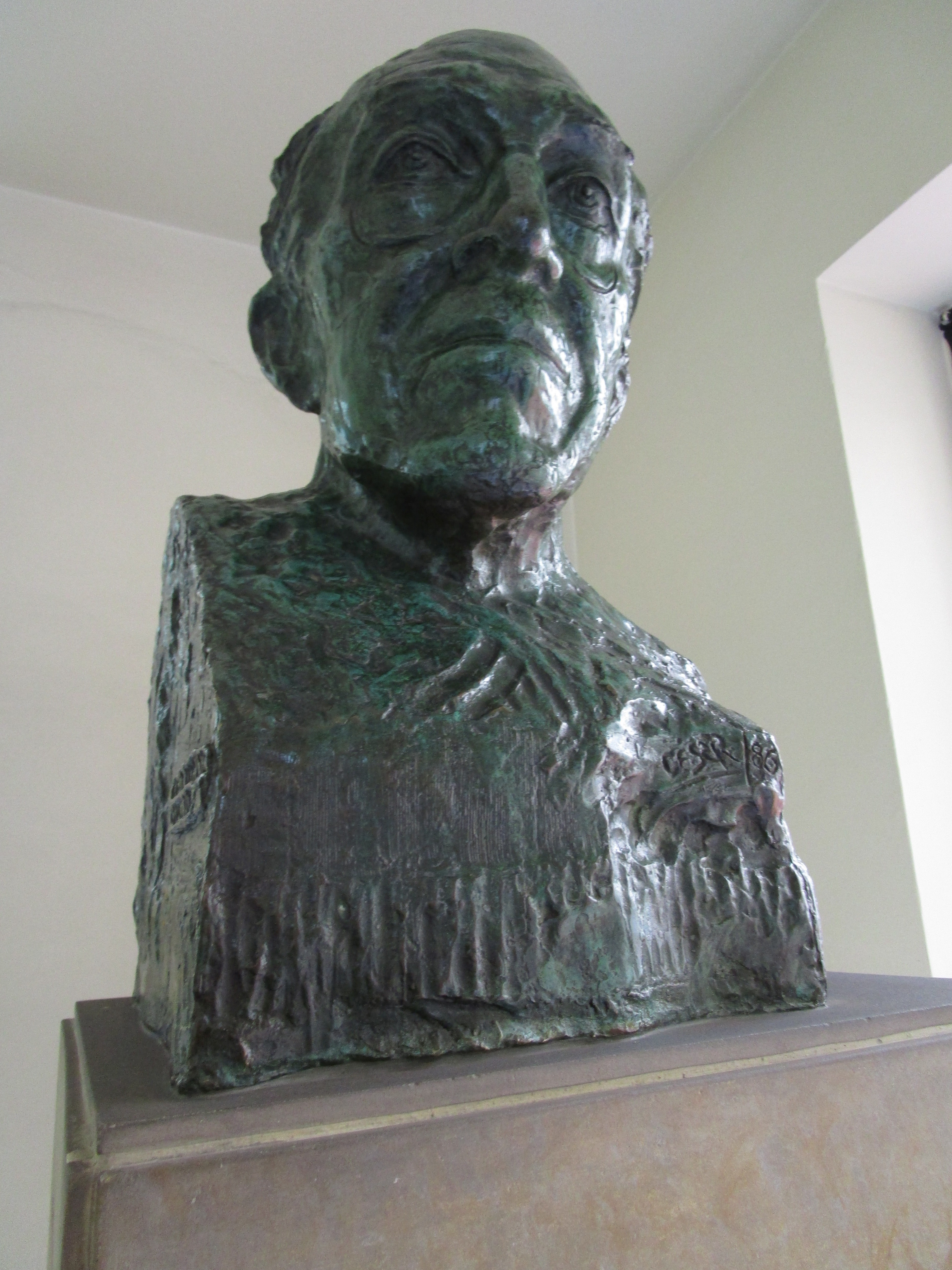

Germán Arciniegas (* 6. Dezember 1900 in Bogotá; † 29. November 1999 ebenda) war ein kolumbianischer Politiker, Schriftsteller und Journalist.

## Leben
Arciniegas studierte an der Universität seiner Heimatstadt Rechts- und Wirtschaftswissenschaften. 1928 gründete er zusammen mit ehemaligen Kommilitonen die Zeitschrift Universidad. Politisch interessiert und engagiert ging er 1930 als Vizekonsul nach London und wirkte dort parallel dazu als Korrespondent der Zeitung El Tiempo. Im Winter 1933/34 kehrte er als verantwortlicher Chefredakteur der Zeitung El Tiempo nach Bogotá zurück. 1934 wurde er als Abgeordneter ins kolumbianische Parlament gewählt. 
1940 wurde Arciniegas mit der Leitung der Botschaft Kolumbiens in Buenos Aires (Argentinien) betraut. 1941/42 und auch 1945/46 diente er seinem Land als Erziehungsminister. Parallel dazu war er zwischen 1944 und 1948 als Herausgeber der Zeitschrift Revista de América tätig. Ab dem Wintersemester 1948/49 betraute man Arciniegas nacheinander mit verschiedenen Lehraufträgen: an der Columbia University (New York), Chicago State University (Chicago) u. a. Seine frühere liberal-demokratische Grundhaltung schlug später zunehmend in Konservatismus um.
1943 wurde er als auswärtiges Ehrenmitglied in die American Academy of Arts and Letters gewählt.
Arciniegas starb eine Woche vor seinem 99. Geburtstag am 29. November 1999 in Bogotá und fand dort auch seine letzte Ruhestätte.

## Rezeption
Arciniegas gilt als einer der bedeutendsten Essayisten Lateinamerikas. Der thematische Schwerpunkt seines Schaffens umfasst die Geschichte, Kulturgeschichte und die Soziologie, speziell der Anrainerstaaten des karibischen Meeres, wobei Arciniegas immer die soziale Gerechtigkeit in der Hauptsache für die indianische Bevölkerung einfordert. Seine frühere liberalistisch-demokratische Grundhaltung schlug später zunehmend in Konservatismus um. 

## Zitat
Dieter Reichardt führt in seinem Werk Lateinamerikanische Autoren (S. 345) aus: 

„Der Grundzug seiner historischen Arbeiten liegt in der Synthese. Geschichtliche Realität wird von ihm nicht fragmentiert, sondern im Sinne der Bergsonschen Intuition erfasst und verlebendigt. So wurde und wird Arciniegas oft vorgeworfen, historische Forschung mit romanhafter Fiktion zu verquicken. Es liegt aber gerade hierin der Reiz seiner Arbeiten, in denen die Brillanz seines Stils, die überraschenden Verknüpfungen und Einsichten und nicht zuletzt die Profundität seiner Psychologie für den Mangel an wissenschaftlicher Behutsamkeit und Akribie entschädigen müssen.“

## Werke (Auswahl)
- América, tierra firme. 1937.
- El caballero de El Dorado. Vida del Jiménez de Quesada. 1942.
- Genio y figura de Jorge Isaac. Bogota 1967.
- Karibische Rhapsodie. Biografie eines Meeres („Biografia del Caribé“). Nymphenburger Verlag, München 1960.
- Kulturgeschichte Lateinamerikas („El continente de los siete colores“). Nymphenburger Verlag, München 1966.